# Otto Marseus van Schrieck

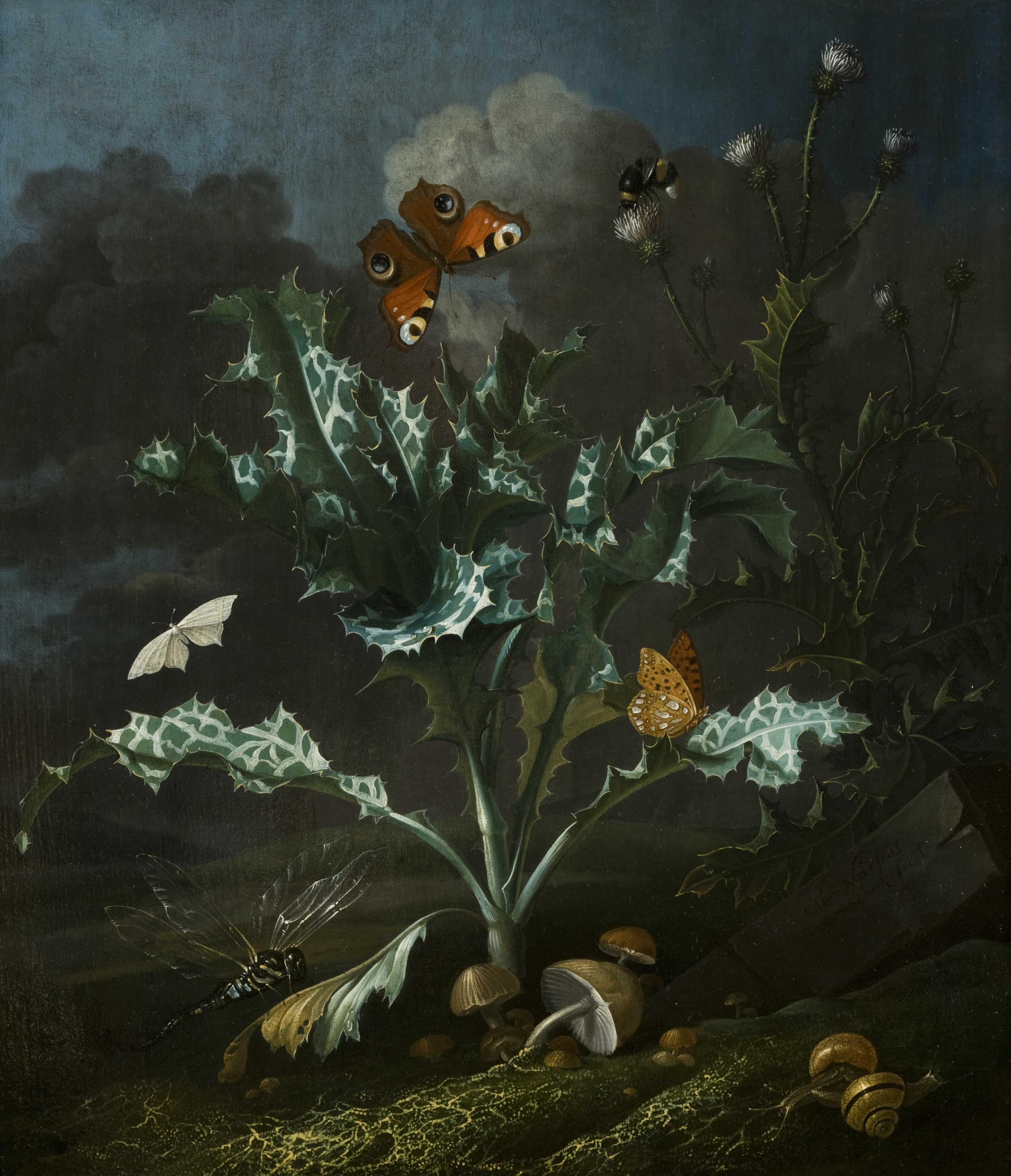
Osty i motyle II poł. XVII w., Ośrodek Kultury Europejskiej "Europeum" Muzeum Narodowego w Krakowie

Otto Marseus van Schrieck (ur. w 1619 w Nijmegen, zm. w 1678 w Amsterdamie) – holenderski malarz i kolekcjoner okresu baroku.
Przebywał we Włoszech w Rzymie i Florencji. Cieszył się patronatem wielkiego księcia Toskanii Ferdynanda II Medyceusza. Należał do stowarzyszenia malarzy Bent. Ok. 1657 powrócił do Amsterdamu i osiadł w pobliskiej posiadłości Watterwyck.
Malował martwe natury przedstawiające okrutne fantastyczne wizje poszycia leśnego, zapełnionego wyszukanymi formami roślin, owadów i gadów.
Jego uczennicą była Rachel Ruysch. Naśladowali go Willem van Aelst, Melchior de Hondecoeter, Elias van den Broeck i Włoch Paolo Porpora.

## Wybrane dzieła
- Martwa natura z kwiatami, owadami i gadami (1673) – Cambridge, Fitzwilliam Museum,
- Martwa natura z makiem, owadami i gadami (1670) – Nowy Jork, Metropolitan Museum of Art,
- Martwa natura z niebieskim powojem, ropuchą i insektami (1660) – Schwerin, Staatliches Museum,
- Martwa natura z ostami i insektami – Schwerin, Staatliches Museum,
- Martwa natura z owadami i amfibiami (1662) – Brunszwik, Herzog Anton Urlich-Museum,
- Martwa natura ze żmiją, jaszczurką i insektami – Schwerin, Staatliches Museum,
- Motyle, jaszczurka, ptak, ważka wokół ostu (1665) – Autun, Musée Rolin,
- Osty i motyle – lata 60. XVII wieku, Ośrodek Kultury Europejskiej „Europeum” Muzeum Narodowego w Krakowie,
- Owady – Amsterdam, Rijksmuseum,
- Rośliny i owady (1665) – Haga, Mauritshuis,
- Węże i motyle – Paryż, Luwr.